# Ostřetín
Ostřetín (zprvu Tizmansdorf, také Wostrzetin nebo Vostřetín) je obec v okrese Pardubice, ve Východolabské tabuli, přibližně 22 kilometrů východně od krajského města Pardubice a čtyři kilometry jihovýchodně od Holic. Skládá se ze dvou místních částí, Ostřetína a Vysoké u Holic, jimiž prochází silnice I/35. V obci žije 911 obyvatel.

## Název
Nabízí se několik možností pro vysvětlení názvu obce:
1. Historik František Palacký uvádí listinu pražského arcibiskupa Arnošta z edice Liber erectionum, ve které jsou jmenovány fary k nově založenému biskupství Litomyšlskému postupně, mezi nimi se nachází i Hostětín s filiálním kostelem. Jestliže se Ostřetín nazýval některým z uvedených názvů, bylo jméno během času zkomoleno nebo pojmenování vzniklo ze dvou slov: ostře (vozkové ostře hnali koně) do Týna, což je kůly ohraničená osada ve směru k moravským hranicím.
2. Nejbližší vysvětlení druhého jména je: ostřete – střet – střetá. Ostřetín bylo tedy místo, kde se střetla neb setkala vojska k bitvě.
3. Jméno Ostřetín možno odvozovati od Ostředku, části půdy mezi půdou zdolanou, jaká asi byla mezi Rovní a Holicemi v dávném lese Království.
4. Polský kronikář Jan Długosz a humanista Cromerius uvádějí, že kníže Soběslav I. zrušil mír a  vtrhl do Slezska; v jemu již patřícím Kujavsku založil Kostan. Poblíž Chvojna na půdě k Ostřetínu až podnes je místo někdejší pevnosti Hostín a ves pod tímto hradcem ležící někdy Hostětín slula, což naznačuje, že osada své jméno od hradce obdržela a co týn pod Hostínem hradcem byla snad před 12. stoletím založena.
5. Osada Ostřetín obdržela podle některých jméno Tizmansdorf po svém zakladateli, který byl vůdcem některého houfu německých osadníků, maje později od krále uděleno rychtářství nebo ševcovství a vládu nad největším statkem v místě. Sídlo jeho se nazývalo – svobodná rychta. Velikost rychet bylo možno v Ostřetíně sledovat až do roku 1945 na statku Petrlově 40. Rychta vostřetínská se uvádí v urbáři z roku 1588 jako jedna z 24 rychet panství pardubického.

## Historie
Území bylo kolonizováno během 13. století. Podle diplomatáře zastavil 9. dubna 1336 král Jan Lucemburský místečko a chvojnovskou tvrz s přilehlými vesnicemi (Ostřetín nazývaný Tizmansdorf, Bělečko, Albrechtice, Hoděšovice, Ředice, Roveň a Holice), Pertholtovi (vyšehradskému proboštovi Bertoldovi) a jeho bratrům Jindřichovi a Janovi z Lipé za 2 000 kop grošů. Později nabyli chvojnovského zboží páni ze Šternberka, z holické větve, kteří předtím sídlili v Chlumci nad Cidlinou. Majitelem se stal Jan ze Šternberka (1358-1376), pán na Chlumci a Chvojně. Dne 17. ledna 1360 se připomíná Petr plebán odcházející na nové působiště z Ticzmansdorfu ležícího v litomyšlské diecesi.
Les „Království" se rozkládal od Albrechtic až po řeku Loučnou. Ve 13. a 14. století jej dali čeští králové vymýtit pro kolonizaci a při tom byl s největší pravděpodobností získán zároveň i prostor pro založení vsi Ostřetín. Les Království je znám z bitvy mezi držitelem Kunětické hory, Divišem Borkem a hradeckými spojenci s Roháčem z Dubé. Bitva dopadla pro Diviše Borka vítězně, tento jako jeden z nejstatečnějších protihusitských bojovníků bojoval u Lipan proti táboritům a sirotkům a za své oddané služby králi Zikmundovi byl odměněn hradem Kunětickou horou i s 52 okolními obcemi.
Ve vsi Ostřetín bylo podle urbáře, založeného po roce 1494, 39 usedlíků. Rychtářem byl Jan Němec. V zápisech se vyskytují názvy pustin Jirákova, Klhovská, Kadeřávkovská. Mluví se o louce a klučeninách na Hradcích. Klučeniny byla místa, kde se vyklučil = vykácel les, aby se mohlo zřídit pole. Podle registru zámku Pardubice byla na místě nynější vsi svobodná rychta s několika chalupami, když se osada rozrostla, byla pojmenována Hostětín, patřila k panství Litomyšlskému.
Václav Hájek z Libočan ve své kronice a podle ní i Solař v popisu Hradce Králové jmenuje ves Hostětín v roce 1308, že se tu sešel český lid ve válce o trůn český a tlupu Švábů, mezi nimi devět hrabat, přepadl mezi vsí Opočnem a Turovem pod vedením Ctibora z Uherska a v tzv. bitvě u Opočna je dílem je pobil, dílem zajal. Část Ostřetína náležela v 15. století a na začátku 16. století k Holicím, poté však byla od Hynka Bradleckého z Meřkova prodána roku 1507 Vilémovi z Pernštejna. Ostatní území i s nadací kostela patřilo na začátku 16. století Řepkovi Dašickému z Barchova, který je i se zbožím Dašickým roku 1507 prodal Vilému z Pernštejna a Ostřetín byl tak připojen k panství Pardubickému.. V roce 1677 se zde připomíná kostel pouze dřevěný

### Bitva u Ostřetína
Pruský král Fridrich II. Veliký, který musel po úspěších rakouské armády zanechat obléhání Olomouce, se vydal na ústup ze střední Moravy směrem do východních Čech. Pruští vojáci postupovali po silnici od Vysokého Mýta směrem na Hradec Králové. Rakouské vojsko, pravděpodobně o síle pěti pluků, přitáhlo směrem od Košumberka a obsadilo les u Ostřetína. Zahradilo tak cestu nepříteli, který byl pravděpodobně od hlavních pruských sil. 12. července 1758 se tak strhla tzv. bitva u Ostřetína (též bitva u Holic), během níž měli Prusové zapálit ves a dát tak znamení pruskému vojsku v nedalekém Hradci Králové. Na druhý den 13. července 1758 dorazily na bojiště pruské posily a vytlačily rakouské jednotky z výšin, které předtím obsadili dokonce vojáci samotného generála Laudona. Kolik se v této epizodě sedmileté války na ostřetínském bojišti skutečně utkalo vojáků a kolik jich zde padlo, čeká na objasnění.

## Obyvatelstvo
| Rok            | 1869 | 1880 | 1890 | 1900 | 1910 | 1921  | 1930  | 1950 | 1961 | 1970 | 1980 | 1991 | 2001 | 2011 | 2021 |
| -------------- | ---- | ---- | ---- | ---- | ---- | ----- | ----- | ---- | ---- | ---- | ---- | ---- | ---- | ---- | ---- |
| Počet obyvatel | 896  | 868  | 900  | 963  | 997  | 1 063 | 1 133 | 876  | 884  | 890  | 866  | 837  | 803  | 803  | 724  |
| Počet domů     | 123  | 127  | 124  | 129  | 138  | 152   | 176   | 219  | 272  | 213  | 212  | 253  | 260  | 267  | 267  |

## Obecní symboly

### Obecní znak
Návrh znaku a praporu vypracoval František Juračka. Štít je šikmo dělený na dvě části. Spodní polovina je zelená, horní zlatá. Přes obě poloviny je na svislé ose znaku bleděmodrý květ kosatce sibiřského.
K obci Ostřetín náleží obec Vysoká u Holic, proto je štít dělený na dvě části. Šikmé dělení štítu bylo zvoleno tak, že naznačuje nejvyšší kopec v okrese Pardubice 335 m n. m., nacházející se v katastru obce Ostřetín, zvaný „Na Hradcích“. Tímto dělením je možné chápat pravděpodobný vznik názvu obce uvedený v kronice: vozkové jedoucí starobylou silnicí k moravským hranicím ostře poháněli koně do návrší k týnu. Do znaku obce byl zvolen květ kosatce, protože je tu jeho výskyt zaznamenán spolu s dalšími chráněnými rostlinami již v roce 1900 a jde o velmi vzácnou rostlinu.

### Prapor
Poměr stran praporu je 2:3. Vlajka je úhlopříčně dělená na spodní zelenou a vrchní žlutou část, mezi nimi je bleděmodrý pruh. Zelená barva naznačuje louky a lesy v okolí obcí, zlatá znázorňuje pole s obilím a slunce, modrá značí čistotu venkovského prostředí, čistotu morální, barvu květu (který je ve skutečnosti spíše nafialovělý) a oblohu.

## Služby

### Ostřetín
- 1. stupeň základní školy
- mateřská škola
- Obecní úřad
- obecní sál
- obecní knihovna
- fotbalové hřiště
- víceúčelové hřiště
- park s hracími prvky a cvičebními stroji
- tělocvična
- Stoletá hospoda
- Motel Hana
- dvě soukromé prodejny
- čerpací stanice s LPG
- plynofikace, vodovod, kanalizace
- pravidelný svoz TKO a plastů
- sběrný dvůr
- hřbitov

### Vysoká u Holic
- motorest CHA CHA
- prodejna potravin
- pizzerie Kachnička
- obecní knihovna
- víceúčelové hřiště
- menší travnaté hřiště na fotbal
- parčík s hracími prvky

## Pamětihodnosti
- Farní kostel Zvěstování Panny Marie – jednolodní pozdně barokní stavba z roku 1781, stojí na základech chrámu, vyhořelého roku 1758, ze kterého se dochovalo přízemí hranolové věže. Zařízení je soudobé, oltářní obraz namaloval Josef Kramolín (1781).
- Na Hradcích – zalesněný vrch se středověkým tvrzištěm
- Sýpka u čp. 47
- Venkovská usedlost čp. 65
- Socha svatého Jana Nepomuckého s palladiem stojí severně od křižovatky na Horní Jelení.
- Do jihozápadní části katastrálního území Ostřetín zasahuje část ptačí oblasti Komárov.

## Rodáci
- Viktor Trkal (1888–1956) byl český fyzik a poslední generální tajemník České akademie věd a umění.
- Tomáš Koubek (* 1992) je český fotbalový brankář a reprezentant, od července 2015 hráč klubu AC Sparta Praha.